# 야야 사노고
야야 사노고(프랑스어: Yaya Sanogo, 1993년 1월 27일 ~ )는 프랑스의 축구 선수로, 현재 우라르투에서 뛰고 있다.